# Carqueiranne
 Carqueiranne  es una población y comuna francesa, que se encuentra en la región de Provenza-Alpes-Costa Azul, departamento de Var, en el distrito de Toulon y cantón de La Crau.
Fue creada en 1894 a partir de Hyères.

## Demografía
| ... | ... | ... | ... | ... | ... | ... | ... | ... | ... | ... | ... | ... | ... | ... | ... | 1 387 | 1 515 | 1 850 | 2 024 | 1 928 | 2 085 | 2 114 | 2 154 | 2 129 | 2 798 | 3 826 | 4 449 | 5 131 | 6 199 | 7 118 | 8436 | 9 630 |
| Para los censos de 1962 a 1999 la población legal corresponde a la población sin duplicidades (Fuente: INSEE [Consultar]) |     |     |     |     |     |     |     |     |     |     |     |     |     |     |     |       |       |       |       |       |       |       |       |       |       |       |       |       |       |       |      |       |

## Hermanamientos[5]
- Montefiorino (Italia)
- Palagano (Italia)
- Weilerswist (Alemania)